# It’s a Cool Cool Christmas
It’s a Cool Cool Christmas jest charytatywną, świąteczną kompilacją muzyczną, wydaną w 2000 roku, przez wytwórnię Jeepster Records na płycie CD.

## Lista utworów
1. Alan Parsons In A Winter Wonderland – Grandaddy
2. Little Drummer Boy – The Dandy Warhols
3. Every Day Is Christmas – The Webb Brothers
4. Everything's Gonna Be Cool This Christmas – Eels
5. Feliz Navidad – El Vez
6. Christmas In Waikiki – Morgan
7. Maybe At Christmas Time – Drugstore
8. O Come, O Come Emmanuel – Belle & Sebastian
9. Thank You Dreaded Black Ice, Thank You – Giant Sand
10. White Christmas – The Flaming Lips
11. My Christmas Prayer – Saint Etienne
12. Christmas Downer – Departure Lounge
13. I Believe In Father Christmas – Six By Seven
14. When I Get Home For Christmas – Snow Patrol
15. Spiritual Guidance – Titan
16. Christmas Boogaloo – Big Boss Man
17. Christmas Eve – Teenage Fanclub
18. Gift X-Change – Calexico
19. Hwiangerdd Mair – Gorky's Zygotic Mynci
20. Just Like Christmas – Low
21. In The Bleak Midwinter – Lauren Laverne